# Рокдејл (Илиноис)
Рокдејл (енгл. Rockdale) град је у америчкој савезној држави Илиноис.

## Демографија
По попису из 2010. године број становника је 1.976, што је 88 (4,7%) становника више него 2000. године.
| Група             | 2000.         | 2010.         |
| Белци             | 1.413 (74,8%) | 1.174 (59,4%) |
| Афроамериканци    | 16 (0,8%)     | 78 (3,9%)     |
| Азијати           | 7 (0,4%)      | 10 (0,5%)     |
| Хиспаноамериканци | 415 (22,0%)   | 700 (35,4%)   |
| Укупно            | 1.888         | 1.976         |